# Vĩnh Phong, An Giang
Vĩnh Phong là một xã thuộc tỉnh An Giang, Việt Nam.

## Địa lý
Xã Vĩnh Phong có diện tích 87,39 km², dân số năm 2020 là 13.801 người, mật độ dân số đạt 158 người/km².

## Hành chính
Xã Vĩnh Phong được chia thành 11 ấp: Cạnh Đền, Cạnh Đền 1, Cạnh Đền 2, Cạnh Đền 3, Căn Cứ, Đập Đá 1, Đập Đá 2, Ruộng Xạ 1, Thị Mỹ, Vĩnh Tây 1, Vĩnh Tây 2.

## Lịch sử
Ngày 10 tháng 10 năm 1981, Hội đồng Bộ trưởng ban hành Quyết định 109-HĐBT về việc chia xã Vĩnh Phong thành ba xã lấy tên là xã Phong Đông, xã Vĩnh Phong và xã Phong Tây.
Ngày 24 tháng 5 năm 1988, Hội đồng Bộ trưởng ban hành Quyết định 92-HĐBT về việc sáp nhập 2 xã Phong Đông, Phong Tây vào xã Vĩnh Phong.
Ngày 6 tháng 4 năm 2007, Chính phủ ban hành Nghị định 58/2007/NĐ-CP về việc thành lập xã Phong Đông thuộc trên cơ sở điều chỉnh 2.557 ha diện tích tự nhiên và 5.949 nhân khẩu của xã Vĩnh Phong. Xã Vĩnh Phong còn lại 9.224,98 ha diện tích tự nhiên và 13.226 nhân khẩu.
Ngày 12 tháng 6 năm 2025, Ủy ban Thường vụ Quốc hội ban hành Nghị quyết số 1654/NQ-UBTVQH15 về việc sắp xếp các đơn vị hành chính cấp xã của tỉnh An Giang. Theo đó, sắp xếp toàn bộ diện tích tự nhiên, quy mô dân số của thị trấn Vĩnh Thuận, xã Phong Đông và xã Vĩnh Phong thành xã mới có tên gọi là xã Vĩnh Phong.